# Iphiaulax rhodesianus
Iphiaulax rhodesianus är en stekelart som beskrevs av Cameron 1906. Iphiaulax rhodesianus ingår i släktet Iphiaulax och familjen bracksteklar. Inga underarter finns listade i Catalogue of Life.